# Min Sangho
Min Sangho (hangul : 민상호 ; hanja : 閔商鎬, 1870 ~ 1933) est un homme politique de l'Empire coréen. Il a été anobli. Il est maintenant considéré comme un collaborateur qui a contribué à la prise de contrôle du pays par les Japonais. 
Il a été peint par le peintre néerlandais Hubert Vos en 1898.